# علم الأحياء الجزيئي

نموذج لمقطع من الحمض النووي DNA الدي أن إيه على شكل حلزون مزدوج في فضاء ثلاثي الأبعاد.

علم الأحياء الجزيئي أو البيولوجيا الجزيئية (بالإنجليزية: Molecular biology)‏ هو علم يقوم بدراسة الأحياء على المستوى الجزيئي، لذلك فهو يتداخل مع كلا من علم الأحياء الدقيقة والكيمياء في عدة فروع ويتقاطع مع الكيمياء الحيوية وعلم الوراثة في عدة مناطق وتخصصات. تهتم البيولوجيا الجزيئية بدراسة مختلف العلاقات المتبادلة بين كافة الأنظمة الخلوية وبخاصة العلاقات بين الحمض النووي منقوص الأكسجين (حمض نووي ريبوزي منقوص الأكسجين) والحمض النووي الريبوزي (حمض نووي ريبوزي) وعملية الاصطناع البروتيني إضافة إلى آليات تنظيم هذه العملية وكافة العمليات الحيوية.
يصف وليم أستبوري علم الأحياء الجزيئي في مقالة له في مجلة نيتشر:
«بأنه ليس تقنية بل هو مقاربة، مقاربة من وجهة نظر ما يدعى بالعلوم الأساسية مع فكرة موجهة للبحث ضمن الحقائق والخطوط العريضة لعلم الأحياء عن خطة جزيئية موافقة. إنه علم يهتم أساسا بأشكال الجزيئات الحيوية وبشكل أكثر تحديدا على البنى الثلاثية الأبعاد والتشكيلات البنيوية بحيث لا تقتصر فقط على الدراسة الشكلية مورفولوجيا  بل تتعداها لتدرس التشكل "genesis" و«الوظيفة»[بحاجة لمصدر].

## تاريخ علم الأحياء الجزيئي
يشكل علم الأحياء الجزيئي تقاطع الكيمياء الحيوية وعلم الوراثة؛ ومع ظهور هذه التخصصات العلمية وتطورها في القرن العشرين، أصبح من الواضح أن كليهما سعى إلى تحديد الآليات الجزيئية التي تكمن وراء الوظائف الخلوية الحيوية. ارتبط التقدم في علم الأحياء الجزيئي ارتباطًا وثيقًا بتطوير التقنيات الجديدة وتحسينها. تم توضيح علم الأحياء الجزيئي من خلال عمل العديد من العلماء، وبالتالي يعتمد تاريخ المجال على فهم هؤلاء العلماء وتجاربهم.
نشأ مجال علم الوراثة من محاولات فهم مجموعة القواعد التي تقوم عليها التكاثر والوراثة، وطبيعة الوحدات الافتراضية للوراثة المعروفة بالجينات. كان جريجور مندل رائدًا في هذا العمل في عام 1866، عندما وصف لأول مرة قوانين الوراثة التي لاحظها في دراساته عن التهجينات في نباتات البازلاء. أحد هذه القوانين المتعلقة بالوراثة الجينية هو قانون الفصل، والذي ينص على أن الأفراد ثنائيي الصبغيات الذين لديهم أليلين لجين معين سوف ينقلون أحد هذين الأليلين إلى ذريتهم. وبسبب عمله النقدي، يشار إلى دراسة الوراثة الجينية عادةً باسم علم الوراثة المندلي.
كان اكتشاف بنية الحمض النووي DNA من أهم الإنجازات في علم الأحياء الجزيئي. بدأ هذا العمل في عام 1869 بواسطة فريدريش ميشر، وهو عالم كيمياء حيوية سويسري اقترح لأول مرة بنية تسمى النوكلين، والتي نعرفها الآن باسم (حمض الديوكسي ريبونوكلييك)، أو الحمض النووي. اكتشف هذه المادة الفريدة من خلال دراسة مكونات الضمادات المليئة بالصديد، وملاحظة الخصائص الفريدة لـ المواد المحتوية على الفوسفور. كان فويبوس ليفين أحد المساهمين البارزين في نموذج الحمض النووي، حيث اقترح نموذج البولينيوكليوتيد للحمض النووي في عام 1919 نتيجة لتجاربه الكيميائية الحيوية على الخميرة. في عام 1950، توسع إروين شارغاف في عمل ليفين وأوضح بعض الخصائص المهمة للأحماض النووية: أولًا، يختلف تسلسل الأحماض النووية عبر الأنواع. ثانيًا، يكون التركيز الكلي للبيورينات (الأدينين والجوانين) دائمًا مساويًا للتركيز الكلي للبيريميدينات (السيستين والثايمين). وهذا ما يعرف الآن بقاعدة شارغاف. في عام 1953، نشر جيمس واتسون وفرانسيس كريك البنية الحلزونية المزدوجة للحمض النووي، استنادًا إلى عمل علم البلورات بالأشعة السينية الذي قامت به روزاليند فرانكلين والذي نقله إليهما موريس ويلكنز وماكس بيروتز. وصف واتسون وكريك بنية الحمض النووي وتكهنوا بالآثار المترتبة على هذه البنية الفريدة للآليات المحتملة لتكرار الحمض النووي. حصل واتسون وكريك على جائزة نوبل في علم وظائف الأعضاء أو الطب في عام 1962، جنبًا إلى جنب مع ويلكنز، لاقتراح نموذج لبنية الحمض النووي.
في عام 1961، أثبت أنه عندما يشفر الجين بروتينًا، فإن ثلاث قواعد متسلسلة من الحمض النووي للجين تحدد كل حمض أميني متتالي من البروتين. وبالتالي فإن الشفرة الوراثية عبارة عن شفرة ثلاثية، حيث يحدد كل ثلاثية (تسمى كودون) حمضًا أمينيًا معينًا. وعلاوة على ذلك، فقد تبين أن الكودونات لا تتداخل مع بعضها البعض في تسلسل الحمض النووي الذي يشفر البروتين، وأن كل تسلسل يقرأ من نقطة بداية ثابتة. وخلال الفترة 1962-1964، ومن خلال استخدام الطفرات القاتلة المشروطة لفيروس بكتيري، تم تحقيق تقدم أساسي في فهمنا لوظائف وتفاعلات البروتينات المستخدمة في آلية تكرار الحمض النووي، وإصلاح الحمض النووي، وإعادة تركيب الحمض النووي، وفي تجميع الهياكل الجزيئية.

## العلاقة بعلوم الأحياء الأخرى على المستوى الجزيئي

رسم توضيحي للعلاقة بين الكيمياء الحيوية، وعلم الوراثة، وعلم الأحياء الجزيئي.

الباحثون في الأحياء الجزيئية استخدموا تقنيات محددة منشؤها علم الأحياء الجزيئي، ولكن مع تزايد الجمع بين هذه الأفكار من تقنيات وعلم الوراثة وعلم الكيمياء الحيوية والفيزياء الحيوية مع أنه ليس هناك ترابط بين هذه المجالات كما كان من قبل. الشكل التالي يمثل مخطط علاقه بين بعض تلك المجالات
- الكيمياء الحيوية: هي دراسة المواد الكيميائية والعمليات الحيوية اللذان يحدثان في الكائنات الحيَّة.
- علم الوراثة: هو دراسة تأثيرِ الاختلافات الوراثيةِ على الكائنات الحية.
- دراسة «المسوخ» الكائنات التي تفتقر الي واحد أو أكثر من العناصر الفنية فيما يتعلق بما يسمي «بالنوعِ البرّيِ» أَو نمط ظاهري طبيعي. التفاعلات الوراثية مثل "epistasis" يمكن أَن تفند تفسيرات بسيطة في أغلب الأحيان مثل هذه الدراسات «القاضية».
- علم الأحياء الجزيئي: دراسة الأسس الجزيئية من عمليه النسخ والاستنساخ والترجمة الجينية. العقيدة المركزية لعِلْمِ الأحياء الجزيئيِ حيث أنَّ مادّة وراثية نُسِختْ الـحمض نووي ريبوزي منقوص الأكسجين وبعد ذلك ترجمتْ إلى البروتينِ، على الرغم مِنْ أنْ هناكَ صورةَ مُبَالَغة في تبسيط علم الأحياء الجزيئي، ولا يزال يوفر نقطه انطلاق جيده لفهم الميدان. بيد ان هذه الصورة يجري تنقيحها في ضوء الأدوار الجديدة الناشئه للرنا.

مُعظم العملِ في علم الأحياء الجزيئي كمي، تم إنجاز الكثير من العمل المشترك في البيولوجيا الجزيئية وعلوم الحاسوب والمعلوماتية الحيوية وعلم الأحياء الحسابي. اعتبارا من مطلع القرن العشرين، ودراسة بنية الجينات وعلم الوراثة الجزيئية كان الحقلِ الثانويِ الأبرزِ لعلم الأحياء الجزيئي.
تركز على نحو متزايد العديد من الحقلِ الأخرى لعلمِ الأحياء على الجزيئات، إما دراسة مباشرة لتفاعلاتهم في أماكن تواجدهم مثل في علم الأحياء الخلوي وعلم الأحياء التطوريِ، أَو بشكل غير مباشر، حيث تقنيات علمِ الأحياء الجزيئيِ تستعمل لاستنتاج الخواص التأريخية من السكان أَو النوع، كما في مجالات علم الأحياء المتطورة مثل علمِ وراثة السكان وعلم الوراثة العرقي "phylogenetics". وهناك أيضا تقاليد عريقه دراسة الجزيئات البيولوجية «من الصفر» في الفيزياء الحيوية.

## تقنيات الأحياء الجزئية
منذ أواخر خمسينات وأوائل الستّينات، تعلم علماء الأحياء الجزيئي كيفية تمييز وعزل ومعالجة المكونات الجزيئية للخلايا والكائنات الحية. تتضمّن هذه المكونات الدنا (DNA) مستودع المعلومات الوراثية؛ الرنا (RNA) الشبيه بالدي إن أي (DNA). الذي تَتراوحُ وظائفَها مِنْ العَمَل كالنسخة العاملة المؤقتة ل (DNA) دنا إلى هيكلية فعلية ومهام انزيمية كذلك الوظيفيه والهيكليه من أجهزة النقل. والبروتين هو الهيكل الرئيسي والنوع الانزيمي للجزيئات في الخلية.

### تقنية الاستنساخ الجزيئي
تتضمن استنساخ الجين المرمز للبروتين ضمن بلاسميد (ناقل). يجب أن يحتوي البلاسميد على ثلاثة عناصر أساسية وهي: أصل التضاعف، موقع للاستنساخ المتعدد، وواسم انتقائي غالبًا ما يكون جينًا مرمزًا؛ لمقاومة أحد الصادات الحيوية. قبل موقع الاستنساخ المتعدد يتوضع كل من منطقة المحفز، بالإضافة إلى موقع بدء الانتساخ، واللذين ينظمان التعبير عن الجين المستنسخ. بحسب البلاسميد المستخدم من الممكن ادخاله فيما بعد إلى نظام ترجمة، إما بدائي النوى كالبكتريا أو حقيقي النوى كخلايا الثدييات أو الحشرات.

### تقنية تفاعل البوليميراز المتسلسل
انظر أيضًا
| - تاريخ علم الأحياء - علم الأحياء الخلوي - حمض نووي ريبوزي منقوص الأكسجين - كروموسومات - اصطناع البروتين الحيوي | - البروتينات - جينوم - نسبة التوهين - فرضية جين واحد إنزيم واحد |

## اقرأ أيضا
- جين متذبذب
- تسلسل إجماعي